# En kvinde med hat
En kvinde med hat er en roman fra 2005 skrevet af Inge Eriksen.
Romanen beskriver Ida, der vokser op i efterkrigsårenes Aalborg. Moderen er modist, og faderen er politibetjent. Han har spansk blod i årerne, og hans internering i en tysk kz-lejr under krigen sætter i høj grad præg på hjemmet.
Vi får en beskrivelse af Idas gymnasievenner, hendes videre studier samt hendes besøg hos familien i Malaga.
Efter faderens død vender hun tilbage til Aalborg og bliver gift ind i et vinhandlerdynasti.